# ハードカバー

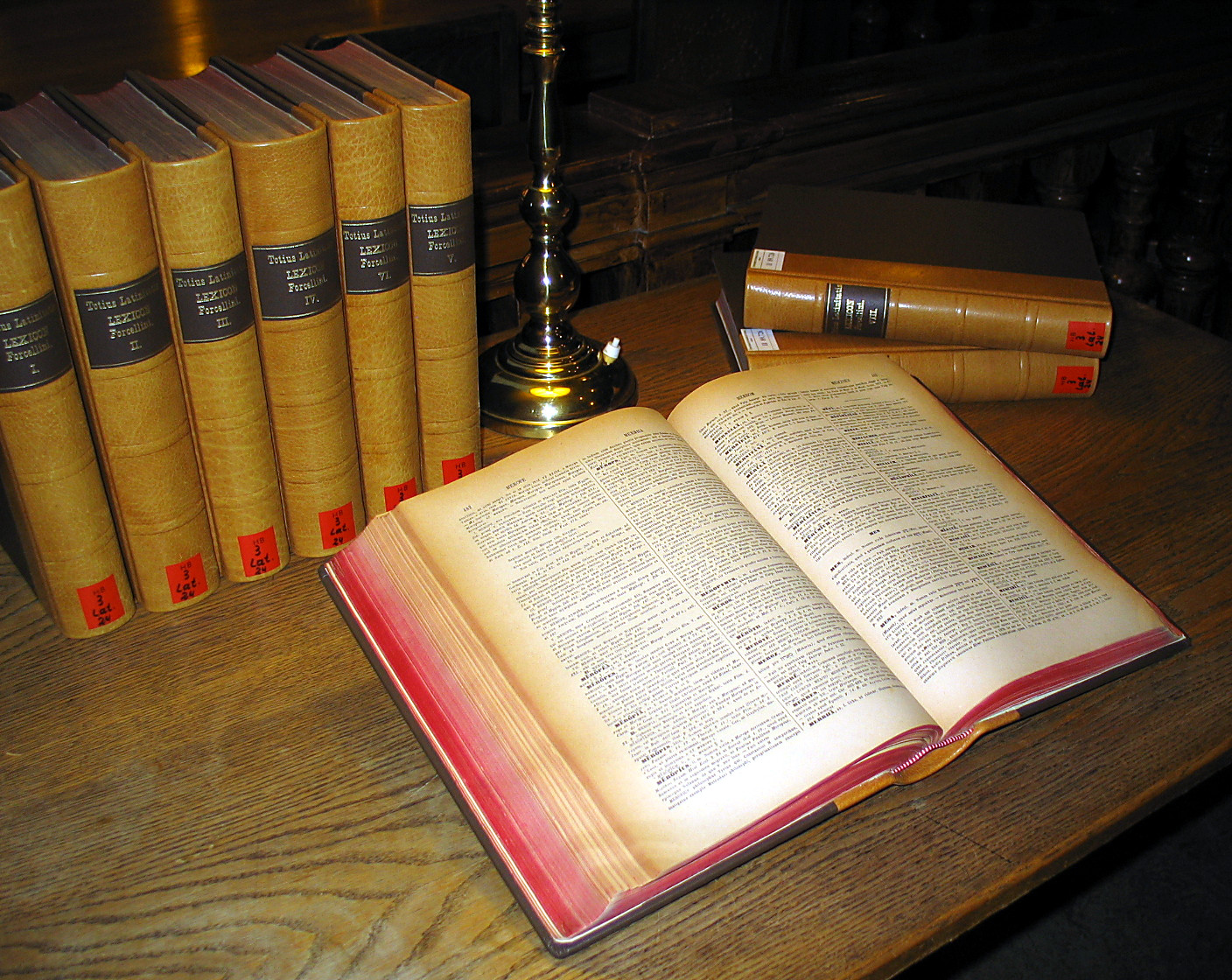
ハードカバーの本

ハードカバー（英: hardcover, hardback）は、硬い板紙の表紙（カバー）で綴じられた本のことである。上製本、本製本、厚表紙本、ハードバックと表記されることもある。

## 概要
ハードカバーの表紙は、厚紙とそれを覆う薄紙、布、皮などから構成される。一般の商業的なハードカバーはペーパーバックと同じく折丁を背表紙に接着剤で固定する無線綴じという技法を採用しているが、昔の書籍では背表紙に糸や針金で綴じる糸かがり綴じが使用されていた。本来のハードカバーの表紙は、印刷技術がない当時に羊皮紙を使用することによって高価で作成が大変となっていた書籍を保護するため、使用されたものである。その際、表紙を装飾するためにさまざまな装飾が芸術として発展した。
製本の手間と材料のコストから、ハードカバーはペーパーバックより高価になる傾向がある。ハードカバーで刊行される書籍は、造本の堅牢さを要求される百科事典、少部数で利益を出す必要がある専門書、高額でも需要が期待できる著名な作家の小説やエッセイなどである。ハードカバーで出版された書籍で良く売れたものは、しばらく後にペーパーバックで出版されることが多い。

## 種類
ハードカバーと呼ばれる中でもいくつかの種類が存在し、一般的には厚紙と薄紙を用いたものが並製と呼ばれる。上製本は布張りやレザーなどを使用し、題名や著者名などは印刷ではなく打刻されている場合もある。

## 和製英語
表紙を覆う紙のことをカバーというのは和製英語であり、本来の英語ではdust jacket（ダストジャケット）、wrapper（ラッパー）などが使われる。